# Северен Девън (община)
Община „Северен Девън“ (на английски: North Devon) е една от десетте административни единици в област (графство) Девън, регион Югозападна Англия.
Населението на общината към 2008 година е 92 300 жители разпределени в множество селища на площ от 1085.90 квадратни километра. Главен град на общината е Барнстъпъл.

## География
Община „Северен Девън“, както говори името ѝ е разположена в най-северната част на област Девън по бреговата линия към Бристълския канал разделящ географски Англия от южната част на Уелс. В североизточна посока е границата с графство Съмърсет.
Градове на територията на общината:
| град        | на английски | население |
| ----------- | ------------ | --------- |
| Барнстъпъл  | Barnstaple   | 30 765    |
| Илфракъмб   | Ilfracombe   | 10 840    |
| Брандън     | Braunton     | 7510      |
| Саут Молтън | South Molton | 4093      |
| Линтън      | Lynton       |           |

## Демография
Разпределение на населението по религиозна принадлежност към 2001 година:
| религия          | на английски        | брой жители |
| ---------------- | ------------------- | ----------- |
| Християни        | Christian           | 65 725      |
| Будисти          | Buddhist            | 150         |
| Хиндуисти        | Hindu               | 44          |
| Евреи            | Jewish              | 53          |
| Мюсюлмани        | Muslim              | 157         |
| Сикхи            | Sikh                | 37          |
| Други            | Other               | 292         |
| Атеисти          | No religion         | 13 995      |
| Запазена в тайна | Religion not stated | 7095        |